# Japón en la Copa América 2019
La selección de Japón fue uno de los doce equipos participantes en la Copa América 2019. Dicho torneo se desarrolló en Brasil, entre el 14 de junio hasta el 7 de julio de 2019. La selección asiática fue invitada por la Conmebol, junto a Catar; y esta fue su segunda participación en el certamen. El sorteo de la Copa América, realizado el 24 de enero en la ciudad de Río de Janeiro, determinó que Japón disputará sus partidos en el grupo C junto a Uruguay, Chile y Ecuador.

## Plantilla
| No.   | Pos.            | Jugador           | Fecha de nacimiento (edad)         | Apa.            | Goles           | Club                       |
| ----- | --------------- | ----------------- | ---------------------------------- | --------------- | --------------- | -------------------------- |
| 1     | POR             | Eiji Kawashima    | 20 de marzo de 1983 (36 años)      | 88              | 0               | Strasbourg                 |
| 2     | DEF             | Daiki Sugioka     | 8 de septiembre de 1998 (20 años)  | 0               | 0               | Shonan Bellmare            |
| 3     | DEF             | Yuta Nakayama     | 16 de febrero de 1997 (22 años)    | 0               | 0               | PEC Zwolle                 |
| 4     | DEF             | Ko Itakura        | 27 de enero de 1997 (22 años)      | 0               | 0               | FC Groningen               |
| 5     | DEF             | Naomichi Ueda     | 24 de octubre de 1994 (24 años)    | 4               | 0               | Cercle Brugge              |
| 6     | MED             | Kota Watanabe     | 18 de octubre de 1998 (20 años)    | 0               | 0               | Tokyo Verdy                |
| 7     | MED             | Gaku Shibasaki    | 28 de mayo de 1992 (27 años)       | 34              | 3               | Getafe                     |
| 8     | MED             | Tatsuya Ito       | 26 de junio de 1997 (21 años)      | 0               | 0               | Hamburger SV               |
| 9     | DEL             | Daizen Maeda      | 20 de octubre de 1997 (21 años)    | 0               | 0               | Matsumoto Yamaga           |
| 10    | MED             | Shoya Nakajima    | 23 de agosto de 1994 (24 años)     | 8               | 3               | Al-Duhail                  |
| 11    | MED             | Koji Miyoshi      | 26 de marzo de 1997 (22 años)      | 0               | 0               | Yokohama F. Marinos        |
| 12    | POR             | Ryosuke Kojima    | 30 de enero de 1997 (22 años)      | 0               | 0               | Oita Trinita               |
| 13    | DEL             | Ayase Ueda        | 28 de agosto de 1998 (20 años)     | 0               | 0               | Hosei University           |
| 14    | DEF             | Teruki Hara       | 30 de julio de 1998 (20 años)      | 0               | 0               | Sagan Tosu                 |
| 15    | DEF             | Daiki Suga        | 10 de septiembre de 1998 (20 años) | 0               | 0               | Hokkaido Consadole Sapporo |
| 16    | DEF             | Takehiro Tomiyasu | 5 de noviembre de 1998 (20 años)   | 10              | 1               | Sint-Truiden               |
| 17    | MED             | Taishi Matsumoto  | 22 de agosto de 1998 (20 años)     | 0               | 0               | Sanfrecce Hiroshima        |
| 18    | DEL             | Shinji Okazaki    | 16 de abril de 1986 (33 años)      | 116             | 50              | Leicester City             |
| 19    | DEF             | Tomoki Iwata      | 7 de abril de 1997 (22 años)       | 0               | 0               | Oita Trinita               |
| 20    | MED             | Hiroki Abe        | 28 de enero de 1999 (20 años)      | 0               | 0               | Kashima Antlers            |
| 21    | MED             | Takefusa Kubo     | 4 de junio de 2001 (18 años)       | 0               | 0               | FC Tokyo                   |
| 22    | MED             | Yugo Tatsuta      | 21 de junio de 1998 (20 años)      | 0               | 0               | Shimizu S-Pulse            |
| 23    | POR             | Keisuke Osako     | 28 de julio de 1999 (19 años)      | 0               | 0               | Sanfrecce Hiroshima        |
| D. T. | Hajime Moriyasu | Hajime Moriyasu   | Hajime Moriyasu                    | Hajime Moriyasu | Hajime Moriyasu | Hajime Moriyasu            |

## Participación

### Partidos
| Fecha       | Lugar          | Instancia      | Local   |                    | Resultado |                  | Visitante |
| ----------- | -------------- | -------------- | ------- | ------------------ | --------- | ---------------- | --------- |
| 17 de junio | Sao Paulo      | Fase de grupos | Japón   | Bandera de Japón   | 0:4 (0:1) | Bandera de Chile | Chile     |
| 20 de junio | Porto Alegre   | Fase de grupos | Uruguay | Bandera de Uruguay | 2:2 (1:1) | Bandera de Japón | Japón     |
| 24 de junio | Belo horizonte | Fase de grupos | Ecuador | Bandera de Ecuador | 1:1 (1:1) | Bandera de Japón | Japón     |

### Primera fase - Grupo C
| Selección | Pts | PJ | PG | PE | PP | GF | GC | Dif |
| --------- | --- | -- | -- | -- | -- | -- | -- | --- |
| Uruguay   | 7   | 3  | 2  | 1  | 0  | 7  | 2  | 5   |
| Chile     | 6   | 3  | 2  | 0  | 1  | 6  | 2  | 4   |
| Japón     | 2   | 3  | 0  | 2  | 1  | 3  | 7  | –4  |
| Ecuador   | 1   | 3  | 0  | 1  | 2  | 2  | 7  | –5  |

#### Japón vs Chile
| 17 de junio de 2019, 20:00 | Japón | 0:4 (0:1) | Chile                                                          | Estadio Morumbi, São Paulo                                      |                                                                 |
|                            |       | Reporte   | Erick Pulgar 40' · Eduardo Vargas 53' 82' · Alexis Sánchez 81' | Asistencia: 23 253 espectadores Árbitro(s): Mario Díaz de Vivar | Asistencia: 23 253 espectadores Árbitro(s): Mario Díaz de Vivar |

| 23         | Guardameta     | Keisuke Osako     |     |
| 5          | Defensa        | Naomichi Ueda     |     |
| 17         | Defensa        | Takehiro Tomiyasu |     |
| 14         | Defensa        | Teruki Hara       |     |
| 2          | Defensa        | Daiki Sugioka     |     |
| 7          | Centrocampista | Gaku Shibasaki    |     |
| 3          | Centrocampista | Yūta Nakayama     |     |
| 9          | Centrocampista | Daizen Maeda      | 66' |
| 10         | Centrocampista | Shoya Nakajima    | 66' |
| 21         | Delantero      | Takefusa Kubo     |     |
| 13         | Delantero      | Ayase Ueda        | 79' |
| Entrenador | Entrenador     | Hajime Moriyasu   |     |

| 1          | Guardameta     | Gabriel Arias         |     |
| 4          | Defensa        | Mauricio Isla         |     |
| 17         | Defensa        | Gary Medel            |     |
| 3          | Defensa        | Guillermo Maripán     |     |
| 15         | Defensa        | Jean Beausejour       |     |
| 20         | Centrocampista | Charles Aránguiz      |     |
| 13         | Centrocampista | Erick Pulgar          |     |
| 8          | Centrocampista | Arturo Vidal          | 78' |
| 6          | Delantero      | José Pedro Fuenzalida | 80' |
| 7          | Delantero      | Alexis Sánchez        | 87' |
| 11         | Delantero      | Eduardo Vargas        |     |
| Entrenador | Entrenador     | Reinaldo Rueda        |     |

| 20 | Centrocampista | Hiroki Abe     | 66' |
| 11 | Centrocampista | Kōji Miyoshi   | 66' |
| 18 | Delantero      | Shinji Okazaki | 79' |

| 16 | Centrocampista | Pedro Pablo Hernández | 78' |
| 21 | Defensa        | Óscar Opazo           | 80' |
| 19 | Delantero      | Junior Fernandes      | 87' |

| Anotado | 41' | Erick Pulgar   | 0-1 |
| Anotado | 54' | Eduardo Vargas | 0-2 |
| Anotado | 82' | Alexis Sánchez | 0-3 |
| Anotado | 83' | Eduardo Vargas | 0-4 |

| Amonestado | 18' | Teruki Hara   |
| Amonestado | 20' | Yūta Nakayama |

| Amonestado | 90+1' | Óscar Opazo |

| Árbitro             | Mario Díaz de Vivar |
| Árbitros asistentes | Eduardo Cardozo     |
| Árbitros asistentes | Darío Gaona         |
| Cuarto árbitro      | Arnaldo Samaniego   |
| VAR                 | Jesús Valenzuela    |
| Asistentes VAR      | Gery Vargas         |
| Asistentes VAR      | Wilmar Navarro      |

| 23         | Guardameta     | Keisuke Osako     |     |
| 5          | Defensa        | Naomichi Ueda     |     |
| 17         | Defensa        | Takehiro Tomiyasu |     |
| 14         | Defensa        | Teruki Hara       |     |
| 2          | Defensa        | Daiki Sugioka     |     |
| 7          | Centrocampista | Gaku Shibasaki    |     |
| 3          | Centrocampista | Yūta Nakayama     |     |
| 9          | Centrocampista | Daizen Maeda      | 66' |
| 10         | Centrocampista | Shoya Nakajima    | 66' |
| 21         | Delantero      | Takefusa Kubo     |     |
| 13         | Delantero      | Ayase Ueda        | 79' |
| Entrenador | Entrenador     | Hajime Moriyasu   |     |

| 1          | Guardameta     | Gabriel Arias         |     |
| 4          | Defensa        | Mauricio Isla         |     |
| 17         | Defensa        | Gary Medel            |     |
| 3          | Defensa        | Guillermo Maripán     |     |
| 15         | Defensa        | Jean Beausejour       |     |
| 20         | Centrocampista | Charles Aránguiz      |     |
| 13         | Centrocampista | Erick Pulgar          |     |
| 8          | Centrocampista | Arturo Vidal          | 78' |
| 6          | Delantero      | José Pedro Fuenzalida | 80' |
| 7          | Delantero      | Alexis Sánchez        | 87' |
| 11         | Delantero      | Eduardo Vargas        |     |
| Entrenador | Entrenador     | Reinaldo Rueda        |     |

| 20 | Centrocampista | Hiroki Abe     | 66' |
| 11 | Centrocampista | Kōji Miyoshi   | 66' |
| 18 | Delantero      | Shinji Okazaki | 79' |

| 16 | Centrocampista | Pedro Pablo Hernández | 78' |
| 21 | Defensa        | Óscar Opazo           | 80' |
| 19 | Delantero      | Junior Fernandes      | 87' |

| Anotado | 41' | Erick Pulgar   | 0-1 |
| Anotado | 54' | Eduardo Vargas | 0-2 |
| Anotado | 82' | Alexis Sánchez | 0-3 |
| Anotado | 83' | Eduardo Vargas | 0-4 |

| Amonestado | 18' | Teruki Hara   |
| Amonestado | 20' | Yūta Nakayama |

| Amonestado | 90+1' | Óscar Opazo |

| Árbitro             | Mario Díaz de Vivar |
| Árbitros asistentes | Eduardo Cardozo     |
| Árbitros asistentes | Darío Gaona         |
| Cuarto árbitro      | Arnaldo Samaniego   |
| VAR                 | Jesús Valenzuela    |
| Asistentes VAR      | Gery Vargas         |
| Asistentes VAR      | Wilmar Navarro      |

#### Uruguay vs Japón
| 20 de junio de 2019, 20:00 | Uruguay                                         | 2:2 (1:1) | Japón                | Arena do Grêmio, Porto Alegre                            |                                                          |
|                            | Luis Suárez 32' (pen.) · José María Giménez 66' | Reporte   | Koji Miyoshi 25' 59' | Asistencia: 39 733 espectadores Árbitro(s): Andrés Rojas | Asistencia: 39 733 espectadores Árbitro(s): Andrés Rojas |

| 1          | Guardameta     | Fernando Muslera   |     |
| 2          | Defensa        | José María Giménez |     |
| 3          | Defensa        | Diego Godín        |     |
| 22         | Defensa        | Martín Cáceres     |     |
| 17         | Defensa        | Diego Laxalt       | 28' |
| 14         | Centrocampista | Lucas Torreira     |     |
| 6          | Centrocampista | Rodrigo Betancur   |     |
| 8          | Centrocampista | Nahitan Nández     | 60' |
| 7          | Delantero      | Nicolás Lodeiro    | 73' |
| 9          | Delantero      | Luis Suárez        |     |
| 21         | Delantero      | Edinson Cavani     |     |
| Entrenador | Entrenador     | Óscar Tabárez      |     |

| 1          | Guardameta     | Eiji Kawashima    |     |
| 5          | Defensa        | Naomichi Ueda     |     |
| 17         | Defensa        | Takehiro Tomiyasu |     |
| 19         | Defensa        | Tomoki Iwata      | 87' |
| 2          | Defensa        | Daiki Sugioka     |     |
| 7          | Centrocampista | Gaku Shibasaki    |     |
| 4          | Centrocampista | Ko Itakura        |     |
| 11         | Centrocampista | Koji Miyoshi      | 83' |
| 10         | Centrocampista | Shoya Nakajima    |     |
| 20         | Delantero      | Hiroki Abe        | 67' |
| 18         | Delantero      | Shinji Okazaki    |     |
| Entrenador | Entrenador     | Hajime Moriyasu   |     |

| 4  | Defensa        | Giovanni González      | 28' |
| 10 | Centrocampista | Giorgian De Arrascaeta | 60' |
| 15 | Centrocampista | Federico Valverde      | 73' |

| 13 | Delantero      | Ayase Ueda    | 67' |
| 21 | Centrocampista | Takefusa Kubo | 83' |
| 22 | Defensa        | Yugo Tatsuta  | 87' |

| Anotado · Penal | 32' | Luis Suárez        | 1-1 |
| Anotado         | 66' | José María Giménez | 2-2 |

| Anotado | 25' | Koji Miyoshi | 0-1 |
| Anotado | 59' | Koji Miyoshi | 1-2 |

| Amonestado | 31' | Naomichi Ueda  |
| Amonestado | 78' | Shoya Nakajima |

| Árbitro             | Andrés Rojas     |
| Árbitros asistentes | Alexander Guzmán |
| Árbitros asistentes | Wilmar Navarro   |
| Cuarto árbitro      | Nicolás Gallo    |
| VAR                 | Diego Haro       |
| Asistentes VAR      | Néstor Pitana    |
| Asistentes VAR      | Hernán Maidana   |

| 1          | Guardameta     | Fernando Muslera   |     |
| 2          | Defensa        | José María Giménez |     |
| 3          | Defensa        | Diego Godín        |     |
| 22         | Defensa        | Martín Cáceres     |     |
| 17         | Defensa        | Diego Laxalt       | 28' |
| 14         | Centrocampista | Lucas Torreira     |     |
| 6          | Centrocampista | Rodrigo Betancur   |     |
| 8          | Centrocampista | Nahitan Nández     | 60' |
| 7          | Delantero      | Nicolás Lodeiro    | 73' |
| 9          | Delantero      | Luis Suárez        |     |
| 21         | Delantero      | Edinson Cavani     |     |
| Entrenador | Entrenador     | Óscar Tabárez      |     |

| 1          | Guardameta     | Eiji Kawashima    |     |
| 5          | Defensa        | Naomichi Ueda     |     |
| 17         | Defensa        | Takehiro Tomiyasu |     |
| 19         | Defensa        | Tomoki Iwata      | 87' |
| 2          | Defensa        | Daiki Sugioka     |     |
| 7          | Centrocampista | Gaku Shibasaki    |     |
| 4          | Centrocampista | Ko Itakura        |     |
| 11         | Centrocampista | Koji Miyoshi      | 83' |
| 10         | Centrocampista | Shoya Nakajima    |     |
| 20         | Delantero      | Hiroki Abe        | 67' |
| 18         | Delantero      | Shinji Okazaki    |     |
| Entrenador | Entrenador     | Hajime Moriyasu   |     |

| 4  | Defensa        | Giovanni González      | 28' |
| 10 | Centrocampista | Giorgian De Arrascaeta | 60' |
| 15 | Centrocampista | Federico Valverde      | 73' |

| 13 | Delantero      | Ayase Ueda    | 67' |
| 21 | Centrocampista | Takefusa Kubo | 83' |
| 22 | Defensa        | Yugo Tatsuta  | 87' |

| Anotado · Penal | 32' | Luis Suárez        | 1-1 |
| Anotado         | 66' | José María Giménez | 2-2 |

| Anotado | 25' | Koji Miyoshi | 0-1 |
| Anotado | 59' | Koji Miyoshi | 1-2 |

| Amonestado | 31' | Naomichi Ueda  |
| Amonestado | 78' | Shoya Nakajima |

| Árbitro             | Andrés Rojas     |
| Árbitros asistentes | Alexander Guzmán |
| Árbitros asistentes | Wilmar Navarro   |
| Cuarto árbitro      | Nicolás Gallo    |
| VAR                 | Diego Haro       |
| Asistentes VAR      | Néstor Pitana    |
| Asistentes VAR      | Hernán Maidana   |

#### Ecuador vs Japón
| 24 de junio de 2019, 20:00 | Ecuador        | 1:1 (1:1) | Japón              | Estadio Mineirão, Belo Horizonte                                                   |                                                                                    |
|                            | Ángel Mena 35' | Reporte   | Shoya Nakajima 15' | Asistencia: 7623 espectadores Árbitro(s): Jesús Valenzuela VAR: Fernando Rapallini | Asistencia: 7623 espectadores Árbitro(s): Jesús Valenzuela VAR: Fernando Rapallini |

| 22         | Guardameta     | Alexander Domínguez |     |
| 2          | Defensa        | Arturo Mina         |     |
| 3          | Defensa        | Robert Arboleda     |     |
| 4          | Defensa        | Pedro Pablo Velasco |     |
| 6          | Defensa        | Cristian Ramírez    |     |
| 8          | Centrocampista | Carlos Gruezo       |     |
| 10         | Centrocampista | Ángel Mena          | 74' |
| 18         | Centrocampista | Jefferson Orejuela  |     |
| 23         | Centrocampista | Jhegson Méndez      | 45' |
| 7          | Centrocampista | Romario Ibarra      | 83' |
| 13         | Delantero      | Enner Valencia      |     |
| Entrenador | Entrenador     | Hernán Darío Gómez  |     |

| 1          | Guardameta     | Eiji Kawashima    |     |
| 5          | Defensa        | Naomichi Ueda     |     |
| 16         | Defensa        | Takehiro Tomiyasu |     |
| 19         | Defensa        | Tomoki Iwata      |     |
| 2          | Defensa        | Daiki Sugioka     |     |
| 4          | Defensa        | Ko Itakura        | 88' |
| 7          | Centrocampista | Gaku Shibasaki    |     |
| 10         | Centrocampista | Shoya Nakajima    |     |
| 11         | Centrocampista | Kōji Miyoshi      | 82' |
| 21         | Centrocampista | Takefusa Kubo     |     |
| 18         | Delantero      | Shinji Okazaki    | 66' |
| Entrenador | Entrenador     | Hajime Moriyasu   |     |

| 11 | Delantero      | Ayrton Preciado  | 45' |
| 20 | Centrocampista | Luis Chicaiza    | 74' |
| 16 | Centrocampista | Antonio Valencia | 83' |

| 13 | Delantero | Ayase Ueda   | 66' |
| 20 | Delantero | Hiroki Abe   | 82' |
| 9  | Delantero | Daizen Maeda | 88' |

| Anotado | 35' | Ángel Mena | 1-1 |

| Anotado | 15' | Shoya Nakajima | 0-1 |

| Amonestado | 72' | Robert Arboleda  |
| Amonestado | 83' | Antonio Valencia |
| Amonestado | 89' | Luis Chicaiza    |

| Amonestado | 31' | Takehiro Tomiyasu |

| Árbitro             | Jesús Valenzuela   |
| Árbitros asistentes | Bandera de ?       |
| Árbitros asistentes | Bandera de ?       |
| Cuarto árbitro      | Bandera de ?       |
| VAR                 | Fernando Rapallini |
| Asistentes VAR      | Bandera de ?       |
| Asistentes VAR      | Bandera de ?       |

| 22         | Guardameta     | Alexander Domínguez |     |
| 2          | Defensa        | Arturo Mina         |     |
| 3          | Defensa        | Robert Arboleda     |     |
| 4          | Defensa        | Pedro Pablo Velasco |     |
| 6          | Defensa        | Cristian Ramírez    |     |
| 8          | Centrocampista | Carlos Gruezo       |     |
| 10         | Centrocampista | Ángel Mena          | 74' |
| 18         | Centrocampista | Jefferson Orejuela  |     |
| 23         | Centrocampista | Jhegson Méndez      | 45' |
| 7          | Centrocampista | Romario Ibarra      | 83' |
| 13         | Delantero      | Enner Valencia      |     |
| Entrenador | Entrenador     | Hernán Darío Gómez  |     |

| 1          | Guardameta     | Eiji Kawashima    |     |
| 5          | Defensa        | Naomichi Ueda     |     |
| 16         | Defensa        | Takehiro Tomiyasu |     |
| 19         | Defensa        | Tomoki Iwata      |     |
| 2          | Defensa        | Daiki Sugioka     |     |
| 4          | Defensa        | Ko Itakura        | 88' |
| 7          | Centrocampista | Gaku Shibasaki    |     |
| 10         | Centrocampista | Shoya Nakajima    |     |
| 11         | Centrocampista | Kōji Miyoshi      | 82' |
| 21         | Centrocampista | Takefusa Kubo     |     |
| 18         | Delantero      | Shinji Okazaki    | 66' |
| Entrenador | Entrenador     | Hajime Moriyasu   |     |

| 11 | Delantero      | Ayrton Preciado  | 45' |
| 20 | Centrocampista | Luis Chicaiza    | 74' |
| 16 | Centrocampista | Antonio Valencia | 83' |

| 13 | Delantero | Ayase Ueda   | 66' |
| 20 | Delantero | Hiroki Abe   | 82' |
| 9  | Delantero | Daizen Maeda | 88' |

| Anotado | 35' | Ángel Mena | 1-1 |

| Anotado | 15' | Shoya Nakajima | 0-1 |

| Amonestado | 72' | Robert Arboleda  |
| Amonestado | 83' | Antonio Valencia |
| Amonestado | 89' | Luis Chicaiza    |

| Amonestado | 31' | Takehiro Tomiyasu |

| Árbitro             | Jesús Valenzuela   |
| Árbitros asistentes | Bandera de ?       |
| Árbitros asistentes | Bandera de ?       |
| Cuarto árbitro      | Bandera de ?       |
| VAR                 | Fernando Rapallini |
| Asistentes VAR      | Bandera de ?       |
| Asistentes VAR      | Bandera de ?       |

### Primera fase - Grupo C
| Selección | Pts | PJ | PG | PE | PP | GF | GC | Dif |
| --------- | --- | -- | -- | -- | -- | -- | -- | --- |
| Uruguay   | 7   | 3  | 2  | 1  | 0  | 7  | 2  | 5   |
| Chile     | 6   | 3  | 2  | 0  | 1  | 6  | 2  | 4   |
| Japón     | 2   | 3  | 0  | 2  | 1  | 3  | 7  | –4  |
| Ecuador   | 1   | 3  | 0  | 1  | 2  | 2  | 7  | –5  |

#### Japón vs Chile
| 17 de junio de 2019, 20:00 | Japón | 0:4 (0:1) | Chile                                                          | Estadio Morumbi, São Paulo                                      |                                                                 |
|                            |       | Reporte   | Erick Pulgar 40' · Eduardo Vargas 53' 82' · Alexis Sánchez 81' | Asistencia: 23 253 espectadores Árbitro(s): Mario Díaz de Vivar | Asistencia: 23 253 espectadores Árbitro(s): Mario Díaz de Vivar |

| 23         | Guardameta     | Keisuke Osako     |     |
| 5          | Defensa        | Naomichi Ueda     |     |
| 17         | Defensa        | Takehiro Tomiyasu |     |
| 14         | Defensa        | Teruki Hara       |     |
| 2          | Defensa        | Daiki Sugioka     |     |
| 7          | Centrocampista | Gaku Shibasaki    |     |
| 3          | Centrocampista | Yūta Nakayama     |     |
| 9          | Centrocampista | Daizen Maeda      | 66' |
| 10         | Centrocampista | Shoya Nakajima    | 66' |
| 21         | Delantero      | Takefusa Kubo     |     |
| 13         | Delantero      | Ayase Ueda        | 79' |
| Entrenador | Entrenador     | Hajime Moriyasu   |     |

| 1          | Guardameta     | Gabriel Arias         |     |
| 4          | Defensa        | Mauricio Isla         |     |
| 17         | Defensa        | Gary Medel            |     |
| 3          | Defensa        | Guillermo Maripán     |     |
| 15         | Defensa        | Jean Beausejour       |     |
| 20         | Centrocampista | Charles Aránguiz      |     |
| 13         | Centrocampista | Erick Pulgar          |     |
| 8          | Centrocampista | Arturo Vidal          | 78' |
| 6          | Delantero      | José Pedro Fuenzalida | 80' |
| 7          | Delantero      | Alexis Sánchez        | 87' |
| 11         | Delantero      | Eduardo Vargas        |     |
| Entrenador | Entrenador     | Reinaldo Rueda        |     |

| 20 | Centrocampista | Hiroki Abe     | 66' |
| 11 | Centrocampista | Kōji Miyoshi   | 66' |
| 18 | Delantero      | Shinji Okazaki | 79' |

| 16 | Centrocampista | Pedro Pablo Hernández | 78' |
| 21 | Defensa        | Óscar Opazo           | 80' |
| 19 | Delantero      | Junior Fernandes      | 87' |

| Anotado | 41' | Erick Pulgar   | 0-1 |
| Anotado | 54' | Eduardo Vargas | 0-2 |
| Anotado | 82' | Alexis Sánchez | 0-3 |
| Anotado | 83' | Eduardo Vargas | 0-4 |

| Amonestado | 18' | Teruki Hara   |
| Amonestado | 20' | Yūta Nakayama |

| Amonestado | 90+1' | Óscar Opazo |

| Árbitro             | Mario Díaz de Vivar |
| Árbitros asistentes | Eduardo Cardozo     |
| Árbitros asistentes | Darío Gaona         |
| Cuarto árbitro      | Arnaldo Samaniego   |
| VAR                 | Jesús Valenzuela    |
| Asistentes VAR      | Gery Vargas         |
| Asistentes VAR      | Wilmar Navarro      |

| 23         | Guardameta     | Keisuke Osako     |     |
| 5          | Defensa        | Naomichi Ueda     |     |
| 17         | Defensa        | Takehiro Tomiyasu |     |
| 14         | Defensa        | Teruki Hara       |     |
| 2          | Defensa        | Daiki Sugioka     |     |
| 7          | Centrocampista | Gaku Shibasaki    |     |
| 3          | Centrocampista | Yūta Nakayama     |     |
| 9          | Centrocampista | Daizen Maeda      | 66' |
| 10         | Centrocampista | Shoya Nakajima    | 66' |
| 21         | Delantero      | Takefusa Kubo     |     |
| 13         | Delantero      | Ayase Ueda        | 79' |
| Entrenador | Entrenador     | Hajime Moriyasu   |     |

| 1          | Guardameta     | Gabriel Arias         |     |
| 4          | Defensa        | Mauricio Isla         |     |
| 17         | Defensa        | Gary Medel            |     |
| 3          | Defensa        | Guillermo Maripán     |     |
| 15         | Defensa        | Jean Beausejour       |     |
| 20         | Centrocampista | Charles Aránguiz      |     |
| 13         | Centrocampista | Erick Pulgar          |     |
| 8          | Centrocampista | Arturo Vidal          | 78' |
| 6          | Delantero      | José Pedro Fuenzalida | 80' |
| 7          | Delantero      | Alexis Sánchez        | 87' |
| 11         | Delantero      | Eduardo Vargas        |     |
| Entrenador | Entrenador     | Reinaldo Rueda        |     |

| 20 | Centrocampista | Hiroki Abe     | 66' |
| 11 | Centrocampista | Kōji Miyoshi   | 66' |
| 18 | Delantero      | Shinji Okazaki | 79' |

| 16 | Centrocampista | Pedro Pablo Hernández | 78' |
| 21 | Defensa        | Óscar Opazo           | 80' |
| 19 | Delantero      | Junior Fernandes      | 87' |

| Anotado | 41' | Erick Pulgar   | 0-1 |
| Anotado | 54' | Eduardo Vargas | 0-2 |
| Anotado | 82' | Alexis Sánchez | 0-3 |
| Anotado | 83' | Eduardo Vargas | 0-4 |

| Amonestado | 18' | Teruki Hara   |
| Amonestado | 20' | Yūta Nakayama |

| Amonestado | 90+1' | Óscar Opazo |

| Árbitro             | Mario Díaz de Vivar |
| Árbitros asistentes | Eduardo Cardozo     |
| Árbitros asistentes | Darío Gaona         |
| Cuarto árbitro      | Arnaldo Samaniego   |
| VAR                 | Jesús Valenzuela    |
| Asistentes VAR      | Gery Vargas         |
| Asistentes VAR      | Wilmar Navarro      |

#### Uruguay vs Japón
| 20 de junio de 2019, 20:00 | Uruguay                                         | 2:2 (1:1) | Japón                | Arena do Grêmio, Porto Alegre                            |                                                          |
|                            | Luis Suárez 32' (pen.) · José María Giménez 66' | Reporte   | Koji Miyoshi 25' 59' | Asistencia: 39 733 espectadores Árbitro(s): Andrés Rojas | Asistencia: 39 733 espectadores Árbitro(s): Andrés Rojas |

| 1          | Guardameta     | Fernando Muslera   |     |
| 2          | Defensa        | José María Giménez |     |
| 3          | Defensa        | Diego Godín        |     |
| 22         | Defensa        | Martín Cáceres     |     |
| 17         | Defensa        | Diego Laxalt       | 28' |
| 14         | Centrocampista | Lucas Torreira     |     |
| 6          | Centrocampista | Rodrigo Betancur   |     |
| 8          | Centrocampista | Nahitan Nández     | 60' |
| 7          | Delantero      | Nicolás Lodeiro    | 73' |
| 9          | Delantero      | Luis Suárez        |     |
| 21         | Delantero      | Edinson Cavani     |     |
| Entrenador | Entrenador     | Óscar Tabárez      |     |

| 1          | Guardameta     | Eiji Kawashima    |     |
| 5          | Defensa        | Naomichi Ueda     |     |
| 17         | Defensa        | Takehiro Tomiyasu |     |
| 19         | Defensa        | Tomoki Iwata      | 87' |
| 2          | Defensa        | Daiki Sugioka     |     |
| 7          | Centrocampista | Gaku Shibasaki    |     |
| 4          | Centrocampista | Ko Itakura        |     |
| 11         | Centrocampista | Koji Miyoshi      | 83' |
| 10         | Centrocampista | Shoya Nakajima    |     |
| 20         | Delantero      | Hiroki Abe        | 67' |
| 18         | Delantero      | Shinji Okazaki    |     |
| Entrenador | Entrenador     | Hajime Moriyasu   |     |

| 4  | Defensa        | Giovanni González      | 28' |
| 10 | Centrocampista | Giorgian De Arrascaeta | 60' |
| 15 | Centrocampista | Federico Valverde      | 73' |

| 13 | Delantero      | Ayase Ueda    | 67' |
| 21 | Centrocampista | Takefusa Kubo | 83' |
| 22 | Defensa        | Yugo Tatsuta  | 87' |

| Anotado · Penal | 32' | Luis Suárez        | 1-1 |
| Anotado         | 66' | José María Giménez | 2-2 |

| Anotado | 25' | Koji Miyoshi | 0-1 |
| Anotado | 59' | Koji Miyoshi | 1-2 |

| Amonestado | 31' | Naomichi Ueda  |
| Amonestado | 78' | Shoya Nakajima |

| Árbitro             | Andrés Rojas     |
| Árbitros asistentes | Alexander Guzmán |
| Árbitros asistentes | Wilmar Navarro   |
| Cuarto árbitro      | Nicolás Gallo    |
| VAR                 | Diego Haro       |
| Asistentes VAR      | Néstor Pitana    |
| Asistentes VAR      | Hernán Maidana   |

| 1          | Guardameta     | Fernando Muslera   |     |
| 2          | Defensa        | José María Giménez |     |
| 3          | Defensa        | Diego Godín        |     |
| 22         | Defensa        | Martín Cáceres     |     |
| 17         | Defensa        | Diego Laxalt       | 28' |
| 14         | Centrocampista | Lucas Torreira     |     |
| 6          | Centrocampista | Rodrigo Betancur   |     |
| 8          | Centrocampista | Nahitan Nández     | 60' |
| 7          | Delantero      | Nicolás Lodeiro    | 73' |
| 9          | Delantero      | Luis Suárez        |     |
| 21         | Delantero      | Edinson Cavani     |     |
| Entrenador | Entrenador     | Óscar Tabárez      |     |

| 1          | Guardameta     | Eiji Kawashima    |     |
| 5          | Defensa        | Naomichi Ueda     |     |
| 17         | Defensa        | Takehiro Tomiyasu |     |
| 19         | Defensa        | Tomoki Iwata      | 87' |
| 2          | Defensa        | Daiki Sugioka     |     |
| 7          | Centrocampista | Gaku Shibasaki    |     |
| 4          | Centrocampista | Ko Itakura        |     |
| 11         | Centrocampista | Koji Miyoshi      | 83' |
| 10         | Centrocampista | Shoya Nakajima    |     |
| 20         | Delantero      | Hiroki Abe        | 67' |
| 18         | Delantero      | Shinji Okazaki    |     |
| Entrenador | Entrenador     | Hajime Moriyasu   |     |

| 4  | Defensa        | Giovanni González      | 28' |
| 10 | Centrocampista | Giorgian De Arrascaeta | 60' |
| 15 | Centrocampista | Federico Valverde      | 73' |

| 13 | Delantero      | Ayase Ueda    | 67' |
| 21 | Centrocampista | Takefusa Kubo | 83' |
| 22 | Defensa        | Yugo Tatsuta  | 87' |

| Anotado · Penal | 32' | Luis Suárez        | 1-1 |
| Anotado         | 66' | José María Giménez | 2-2 |

| Anotado | 25' | Koji Miyoshi | 0-1 |
| Anotado | 59' | Koji Miyoshi | 1-2 |

| Amonestado | 31' | Naomichi Ueda  |
| Amonestado | 78' | Shoya Nakajima |

| Árbitro             | Andrés Rojas     |
| Árbitros asistentes | Alexander Guzmán |
| Árbitros asistentes | Wilmar Navarro   |
| Cuarto árbitro      | Nicolás Gallo    |
| VAR                 | Diego Haro       |
| Asistentes VAR      | Néstor Pitana    |
| Asistentes VAR      | Hernán Maidana   |

#### Ecuador vs Japón
| 24 de junio de 2019, 20:00 | Ecuador        | 1:1 (1:1) | Japón              | Estadio Mineirão, Belo Horizonte                                                   |                                                                                    |
|                            | Ángel Mena 35' | Reporte   | Shoya Nakajima 15' | Asistencia: 7623 espectadores Árbitro(s): Jesús Valenzuela VAR: Fernando Rapallini | Asistencia: 7623 espectadores Árbitro(s): Jesús Valenzuela VAR: Fernando Rapallini |

| 22         | Guardameta     | Alexander Domínguez |     |
| 2          | Defensa        | Arturo Mina         |     |
| 3          | Defensa        | Robert Arboleda     |     |
| 4          | Defensa        | Pedro Pablo Velasco |     |
| 6          | Defensa        | Cristian Ramírez    |     |
| 8          | Centrocampista | Carlos Gruezo       |     |
| 10         | Centrocampista | Ángel Mena          | 74' |
| 18         | Centrocampista | Jefferson Orejuela  |     |
| 23         | Centrocampista | Jhegson Méndez      | 45' |
| 7          | Centrocampista | Romario Ibarra      | 83' |
| 13         | Delantero      | Enner Valencia      |     |
| Entrenador | Entrenador     | Hernán Darío Gómez  |     |

| 1          | Guardameta     | Eiji Kawashima    |     |
| 5          | Defensa        | Naomichi Ueda     |     |
| 16         | Defensa        | Takehiro Tomiyasu |     |
| 19         | Defensa        | Tomoki Iwata      |     |
| 2          | Defensa        | Daiki Sugioka     |     |
| 4          | Defensa        | Ko Itakura        | 88' |
| 7          | Centrocampista | Gaku Shibasaki    |     |
| 10         | Centrocampista | Shoya Nakajima    |     |
| 11         | Centrocampista | Kōji Miyoshi      | 82' |
| 21         | Centrocampista | Takefusa Kubo     |     |
| 18         | Delantero      | Shinji Okazaki    | 66' |
| Entrenador | Entrenador     | Hajime Moriyasu   |     |

| 11 | Delantero      | Ayrton Preciado  | 45' |
| 20 | Centrocampista | Luis Chicaiza    | 74' |
| 16 | Centrocampista | Antonio Valencia | 83' |

| 13 | Delantero | Ayase Ueda   | 66' |
| 20 | Delantero | Hiroki Abe   | 82' |
| 9  | Delantero | Daizen Maeda | 88' |

| Anotado | 35' | Ángel Mena | 1-1 |

| Anotado | 15' | Shoya Nakajima | 0-1 |

| Amonestado | 72' | Robert Arboleda  |
| Amonestado | 83' | Antonio Valencia |
| Amonestado | 89' | Luis Chicaiza    |

| Amonestado | 31' | Takehiro Tomiyasu |

| Árbitro             | Jesús Valenzuela   |
| Árbitros asistentes | Bandera de ?       |
| Árbitros asistentes | Bandera de ?       |
| Cuarto árbitro      | Bandera de ?       |
| VAR                 | Fernando Rapallini |
| Asistentes VAR      | Bandera de ?       |
| Asistentes VAR      | Bandera de ?       |

| 22         | Guardameta     | Alexander Domínguez |     |
| 2          | Defensa        | Arturo Mina         |     |
| 3          | Defensa        | Robert Arboleda     |     |
| 4          | Defensa        | Pedro Pablo Velasco |     |
| 6          | Defensa        | Cristian Ramírez    |     |
| 8          | Centrocampista | Carlos Gruezo       |     |
| 10         | Centrocampista | Ángel Mena          | 74' |
| 18         | Centrocampista | Jefferson Orejuela  |     |
| 23         | Centrocampista | Jhegson Méndez      | 45' |
| 7          | Centrocampista | Romario Ibarra      | 83' |
| 13         | Delantero      | Enner Valencia      |     |
| Entrenador | Entrenador     | Hernán Darío Gómez  |     |

| 1          | Guardameta     | Eiji Kawashima    |     |
| 5          | Defensa        | Naomichi Ueda     |     |
| 16         | Defensa        | Takehiro Tomiyasu |     |
| 19         | Defensa        | Tomoki Iwata      |     |
| 2          | Defensa        | Daiki Sugioka     |     |
| 4          | Defensa        | Ko Itakura        | 88' |
| 7          | Centrocampista | Gaku Shibasaki    |     |
| 10         | Centrocampista | Shoya Nakajima    |     |
| 11         | Centrocampista | Kōji Miyoshi      | 82' |
| 21         | Centrocampista | Takefusa Kubo     |     |
| 18         | Delantero      | Shinji Okazaki    | 66' |
| Entrenador | Entrenador     | Hajime Moriyasu   |     |

| 11 | Delantero      | Ayrton Preciado  | 45' |
| 20 | Centrocampista | Luis Chicaiza    | 74' |
| 16 | Centrocampista | Antonio Valencia | 83' |

| 13 | Delantero | Ayase Ueda   | 66' |
| 20 | Delantero | Hiroki Abe   | 82' |
| 9  | Delantero | Daizen Maeda | 88' |

| Anotado | 35' | Ángel Mena | 1-1 |

| Anotado | 15' | Shoya Nakajima | 0-1 |

| Amonestado | 72' | Robert Arboleda  |
| Amonestado | 83' | Antonio Valencia |
| Amonestado | 89' | Luis Chicaiza    |

| Amonestado | 31' | Takehiro Tomiyasu |

| Árbitro             | Jesús Valenzuela   |
| Árbitros asistentes | Bandera de ?       |
| Árbitros asistentes | Bandera de ?       |
| Cuarto árbitro      | Bandera de ?       |
| VAR                 | Fernando Rapallini |
| Asistentes VAR      | Bandera de ?       |
| Asistentes VAR      | Bandera de ?       |